# ريون فوكوي
ريون فوكوي (باليابانية: 福井 凜音) (مواليد 1 أكتوبر 2000) هو لاعب كرة قدم ياباني.

## وصلات خارجية
- ريون فوكوي على موقع رابطة كرة القدم اليابانية للمحترفين (اليابانية)
- ريون فوكوي على موقع قاعدة بيانات كرة القدم.إي يو (الإنجليزية)
- ريون فوكوي على موقع Soccerway.com (الإنجليزية)
- ريون فوكوي على موقع عالم كرة القدم.نت (الإنجليزية)